# 赤間勝
赤間 勝（あかま まさる、1973年10月1日 - ）は、日本のラグビーユニオン指導者。ポジションはウィング(WTB)。

## 略歴
関東学院大学、九州電力を経て、2020年、九州電力キューデンヴォルテクスの監督に就任。
2023年、九州電力キューデンヴォルテクスの監督を退任した。